# Johann Liss

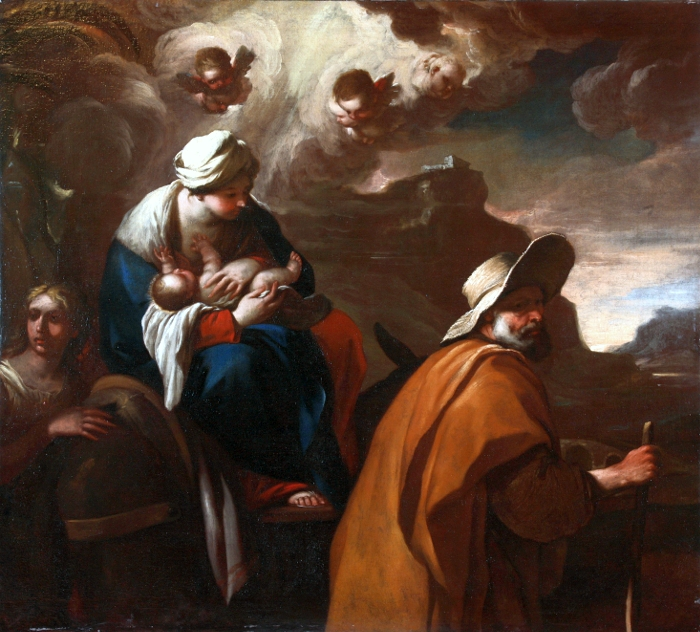
O Voo para o Egito, Palácio dos Bispos da Cracóvia em Kielce

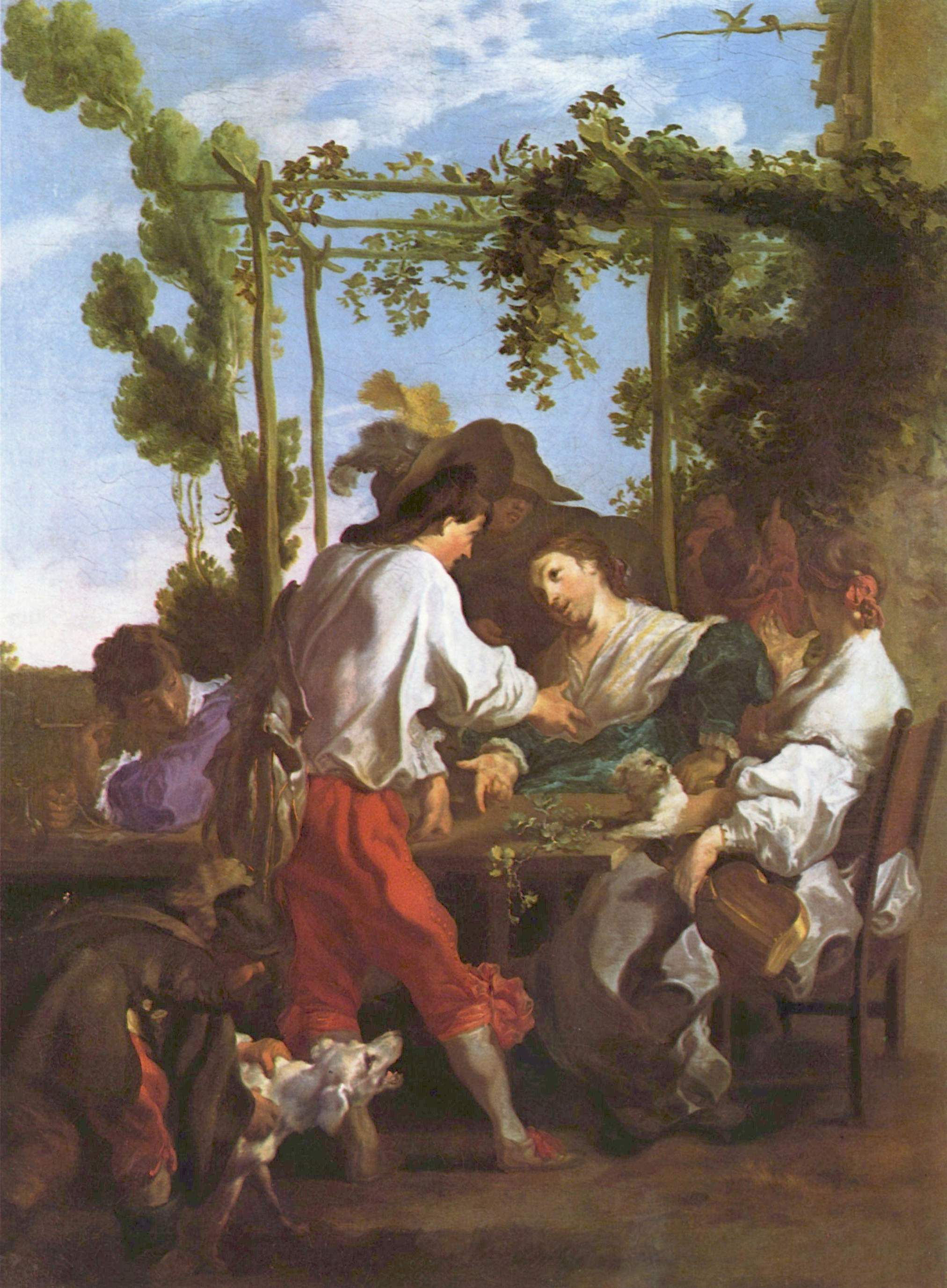
Um jogo de morra, c. 1622

Johann Liss ou Jan Lys ( c.  1590 ou 1597 – 1629 ou 1630) foi um importante pintor barroco alemão do século XVII, ativo principalmente em Veneza.
Liss nasceu em Oldenburg (Holstein) em Schleswig-Holstein, Alemanha. Após uma educação inicial em seu estado natal, ele continuou seus estudos, segundo Houbraken, com Hendrick Goltzius em Haarlem e Amsterdã. Por volta de 1620 ele viajou por Paris até Veneza. Mudou-se para Roma por volta de 1620-1622, e suas primeiras obras lá foram influenciadas pelo estilo de Caravaggio.
Embora o seu trabalho anterior se preocupasse com os contrastes de luz e sombra, a sua mudança final para Veneza no início da década de 1620 modificou o seu estilo e deu impulso às cores brilhantes e ao tratamento vigoroso da superfície pintada. Em 1627 pintou um admirado grande retábulo, a Inspiração de São Jerônimo em San Nicolò da Tolentino. Suas pinceladas soltas parecem precursoras do estilo rococó dos irmãos Guardi. Este estilo final, juntamente com o de outros pintores "estrangeiros" residentes em Veneza, Domenico Fetti e Bernardo Strozzi, representam as primeiras incursões do estilo barroco na república.
Liss fugiu para Verona para escapar da peste bubônica que se espalhava em Veneza, mas sucumbiu lá prematuramente em 1629. Segundo Houbraken, ele trabalhou dia e noite em suas pinturas, de modo que Joachim von Sandrart sentiu que sua saúde estava em risco e o incentivou a se juntar a ele  em Roma.
Seu legado é como pintor de temas bíblicos sensuais, mitológicos e piedosos, um mestre das cores e da pintura barroca. Ele foi mais influente para pintores venezianos do século XVIII como Sebastiano Ricci, Giovanni Battista Tiepolo e Giovanni Piazzetta.
Joachim von Sandrart escreveu em 1675 que porque se saiu bem em Veneza, logo voltou para lá... morreu junto com muitos outros durante a peste que começou em 1629.

## Saques Nazistas e Restituição

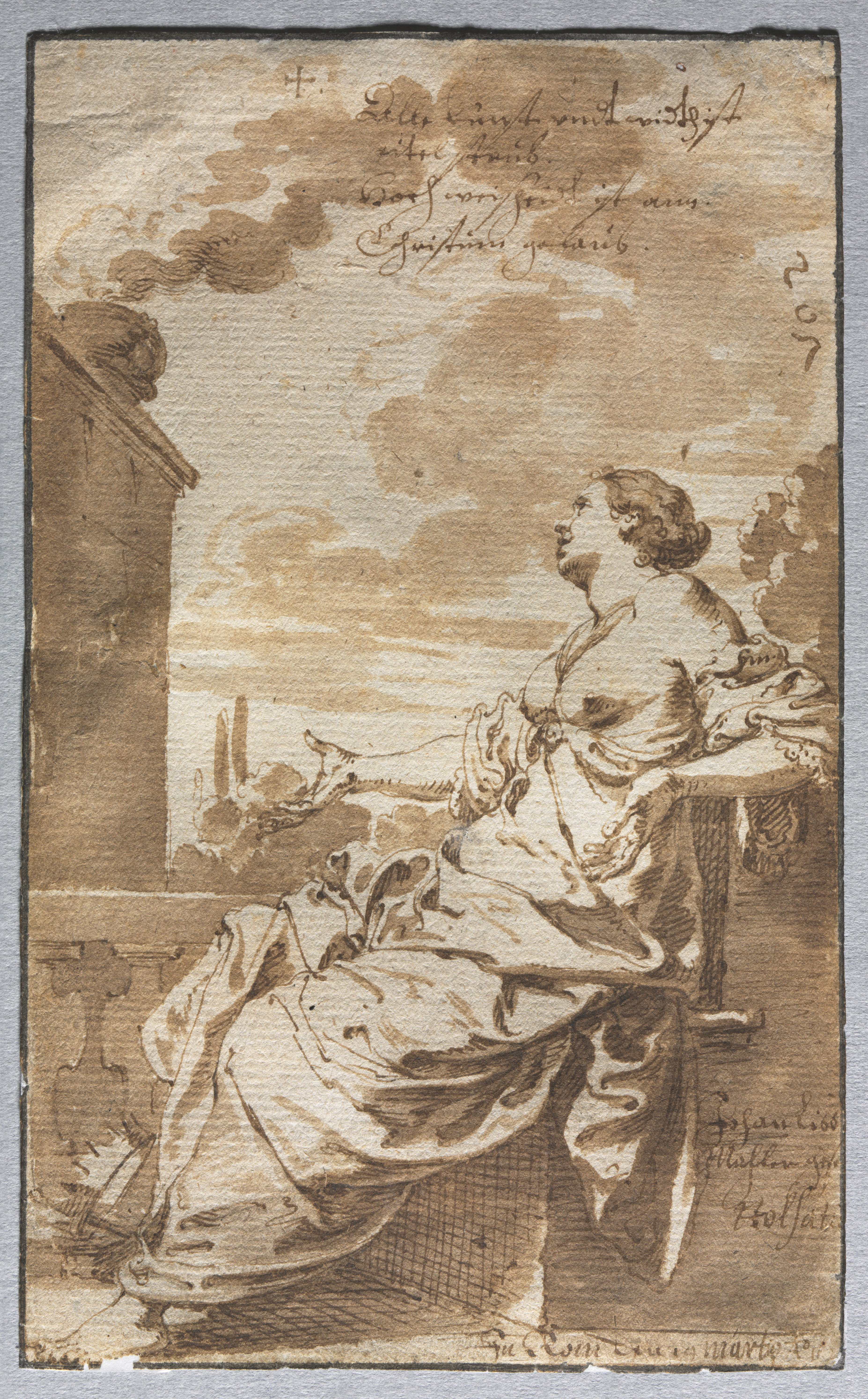
Alegoria da Fé Cristã

Em 1939, o desenho de Liss intitulado "Alegoria da Fé Cristã" foi um dos 750 desenhos do Velho Mestre apreendidos na casa de Arthur Feldmann e sua esposa pelos nazistas. O Museu de Arte de Cleveland, que adquiriu o desenho do negociante de arte Herbert Bier em 1953, chegou a um acordo com os herdeiros Feldmann em 2013. Os Feldmanns, um casal judeu, foram assassinados no Holocausto

## Referência
1. ↑  Jan Lis biography in De groote schouburgh der Nederlantsche konstschilders en schilderessen (1718) by Arnold Houbraken, courtesy of the Biblioteca Digital para a Literatura Neerlandesa
2. ↑  Spear 1976, p. 582.
3. ↑  «Allegory of Christian Beliefc. 1622 Johann Liss». Cleveland Museum of Art
4. ↑  «World War II legacy: Artworks looted by Nazis and recovered by the Monuments Men now belong to the Cleveland Museum of Art». www.lootedart.com. The Plain Dealer. Consultado em 24 de fevereiro de 2021
5. ↑  «Cleveland Museum of Art settles claim over Johann Liss drawing said t…». archive.is. 11 de abril de 2019. Consultado em 24 de fevereiro de 2021. Cópia arquivada em 11 de abril de 2019
6. ↑  «Four Old Master Drawings – Feldmann Heirs and the British Museum — Centre du droit de l'art». plone.unige.ch. Consultado em 24 de fevereiro de 2021